# 32.ª Brigada Mixta (Ejército Popular de la República)
La 32.ª Brigada Mixta fue una unidad del Ejército Popular de la República que operó durante la Guerra Civil Española. Mandada inicialmente por el mayor de milicias Nilamón Toral, tuvo una destacada actuación a lo largo de la contienda, llegando a tomar parte en las batallas de Brunete, Belchite, la Teruel o la defensa de la línea XYZ en el Levante.

## Historial
La unidad fue creada el 31 de diciembre en El Escorial, a partir de la antigua columna Mangada.
Quedó adscrita inicialmente a la 3.ª División del I Cuerpo de Ejército y el mandó fue a parar al mayor de milicias Nilamón Toral Azcona, de ideología comunista. Posteriormente, sería asignada a la 35.ª División. Entró en combate por primera vez durante la batalla de Brunete, si bien inicialmente quedó situada reserva. El 8 de julio atacó por el flanco derecho de línea principal de ataque y el día 25 rechazó un ataque de las fuerzas franquistas, resistiendo durante tres días, sin ceder posiciones.

### Frente de Aragón

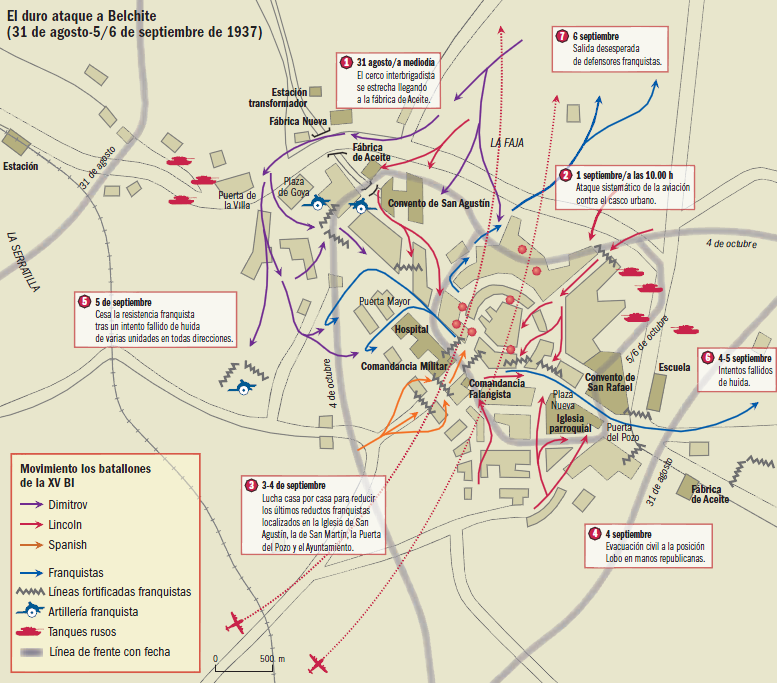
Mapa del asalto republicano a Belchite en agosto-septiembre de 1937.

Unas semanas después volvería a distinguirse durante la ofensiva de Zaragoza, integrada en la 35.ª División del V Cuerpo de Ejército. Junto a los brigadistas internacionales, el 24 de agosto la 32.ª BM se dirigió al sector de Mediana, donde rechazó varios ataques franquistas, y posteriormente marchó sobre Belchite.La 32ª BM jugó un papel relevante en la toma por parte del Ejército Popular de esta ciudad zaragozana. El jefe de la brigada, Nilamón Toral, fue el primer comandante militar de la plaza.  Posteriormente sería relevada por la 21.ª Brigada Mixta, aunque el 27 de agosto volvió otra vez a la primera línea del frente para, en relevo de la 153.ª Brigada Mixta, lograr el cerco y la posterior ocupación de Codo. Cinco días después ya se hallaba combatiendo en el interior de Belchite, donde sus batallones tomaron parte en la lucha casa por casa. El 5 de septiembre uno de sus batallones había ocupado el seminario, mientras que los otros se habían hecho con el control del Ayuntamiento y la comandancia militar. Al caer la localidad, Nilamón Toral fue nombrado comandante militar de Belchite.
En diciembre participó en la batalla de Teruel, donde destacó por la captura de algunos puntos estratégicos de la ciudad: el cuartel de la Guardia Civil, la Iglesia de San Juan, el edificio de Correos, y los conventos de Santa Clara y Santa Teresa. Posteriormente pasó al frente del Alfambra, donde quedó adscrita a la 70.ª División del XXI Cuerpo de Ejército. Cuando Teruel cayó otra vez en manos del Ejército franquista, la brigada pasó a cubrir el sector de Montalbán.

### Levante y Extremadura
En marzo de 1938, cuando los franquistas lanzan su ofensiva en Aragón, la 32.ª BM se encontraba en la zona de Utrillas, viéndose obligada a retirarse ante el empuje enemigo. Tras un difícil repliegue llegó al sector del Levante muy quebrantada (la zona republicana había quedado partida en dos), siendo necesario pasarla a la reserva para que se rehiciera. En abril se encontraba protegiendo el sector de Albocácer-Cuevas de Vinromá. Durante las siguientes semanas los combates en el Frente de Levante fueron constantes, aunque la unidad continuó defendiendo las localidades de Albocácer y Cheste en medio de encarnizados combates, ataques aéreos y bombardeos de la artillería, lo que le valió ser propuesta para la concesión de la Placa Laureada de Madrid. Las bajas durante todo este período fueron muy elevadas: más de 2.000 efectivos de la brigada causaron baja de distinto tipo, por lo que el 9 de junio el mando republicano la trasladó a la vanguardia, nuevamente muy quebrantada.
A comienzos de diciembre la brigada fue enviada al frente de Extremadura, donde estaba previsto que interviniera en una nueva ofensiva republicana, llegando a ocupar varias posiciones durante la batalla. En marzo de 1939, con ocasión del golpe de Casado, la brigada se encontraba en Madrid y apoyó al gobierno de Negrín, pero fue reducida.

## Publicaciones
La unidad llegó a editar un periódico propio, Avance, antiguo órgano de la columna «Mangada».

## Mandos
Comandantes
- Mayor de milicias Nilamón Toral Azcona;
- Comandante de Infantería Mauricio Carrasco Castro;
- Mayor de milicias ¿Gabriel Pareja Núñez?
- Mayor de milicias Manuel Jiménez Martín;
- Mayor en campaña Fidel Ruiz Sánchez;

Comisarios
- Elías Benetó Ferrús, de las JSU[13][14]
- Mariano Illeras Olivares;
- Pedro Romeral Ariza, de las JSU;[15]